# Aconzarba hemimelaena
Aconzarba hemimelaena is een vlinder van de familie van de uilen (Noctuidae). De wetenschappelijke naam van deze soort is voor het eerst voorgesteld als Ozarba hemimelaena door George Francis Hampson in een publicatie uit 1910.
De soort komt voor in Somalië, Zambia, Zimbabwe en Madagaskar.